# Sonata per viola (Šostakovič)
La sonata per viola op. 147 è l'ultima composizione di Dmitrij Šostakovič, completata nell'estate del 1975, poco prima della morte del compositore. È dedicata a Fyodor Druzhinin, uno dei più significativi violisti sovietici dell'epoca e membro del Quartetto Beethoven. È stata eseguita per la prima volta in pubblico il 1º ottobre dello stesso anno da Druzhinin, insieme al pianista Mikhail Muntian. Lavoro dell'estremo periodo compositivo, la sonata è espressione dello stile cupo della sua tarda produzione.

## Storia
Šostakovič ha consultato Druzhinin durante la stesura dell'opera: in una telefonata del 25 giugno 1975 gli aveva chiesto indicazioni tecniche sulle quarte parallele, mentre il 4 agosto il compositore, ricoverato in ospedale quello stesso giorno, riferiva di avere completato i primi due movimenti, chiamandoli "Novella" e "Scherzo", sostenendo anche di essere preoccupato dal timore di non riuscire a completare la sonata per via delle sue condizioni di salute. Due giorni dopo il violista venne a sapere per telefono dal compositore che anche il terzo movimento era completo. Il 6 agosto Druzhinin ricevette l'autografo della sonata dai familiari del compositore, insieme ad un biglietto nel quale questi lo informava del peggioramento della sua malattia e del ricovero in isolamento. Šostakovič è morto il 9 agosto, non facendo in tempo a sentire la sua ultima composizione eseguita. La prima esecuzione è stata tenuta privatamente da Druzhinin e Muntian il 25 settembre, anniversario della nascita del compositore, e pubblicamente il 1º ottobre successivo.

## Caratteristiche
La sonata sfrutta tutte le risorse tecniche e dinamiche della viola ed ha una notevole carica spirituale. Si articola in tre movimenti dalla successione di andamenti lento-veloce-lento. L'Andante iniziale, in cui si intravede una forma sonata non rigorosa, si apre con una figurazione di pizzicati della viola, accompagnati da una parte ugualmente contenuta del pianoforte, cui segue un primo soggetto esposto e sviluppato da entrambi gli strumenti, con la parte di viola che impiega spesso effetti particolari quali pizzicato, glissando e tremolo sul ponte. Dopo la ripresa si intravede un secondo tema cromatico. Dopo una cadenza della viola, il movimento termina nella tonalità prevalente di do maggiore.
Il secondo movimento è caratterizzato dal contrasto fra le figurazioni puntate e i passi legati, in tonalità prevalente di si bemolle maggiore. Mentre il pianoforte inizia con una figurazione staccata, la viola propone una melodia cantabile di gusto russo. Si alternano momenti brillanti e virtuosistici con passi cantabili, e parte del materiale proviene direttamente dall'incompleta opera I giocatori (1942).
L'ultimo movimento porta una carica emozionale significativa, permeata dalle tematiche del trascorrere del tempo e della morte. Si apre con una frase cantabile in 5⁄4 della viola, i cui pizzicati accompagnano poi il pianoforte nel ritorno al 3⁄2. Con alcuni elementi come gli arpeggi del pianoforte, il movimento richiama, con uno stile citazionale comune nella tarda produzione (1969–1975) di Šostakovič, i motivi ritmici della sonata op. 27 n. 2 (1801) del compositore di Bonn, sovrapposti al materiale tematico già sentito nei movimenti precedenti; il compositore ha infatti indicato questo movimento come "in memoria del grande Beethoven".

## Accoglienza
La sonata è divenuta famosa nei mesi successivi la prima esecuzione, venendo eseguita presto in Svizzera, Svezia, Regno Unito, Francia, Stati Uniti e Nuova Zelanda. La prima registrazione, eseguita dagli interpreti della prima, è stata pubblicata due mesi dopo, e nei primi quindici anni dalla composizione sono state pubblicate ventidue registrazioni in tredici paesi, ben più rispetto alla sonata per violino dello stesso autore (dieci registrazioni in due paesi nei primi quindici anni). La composizione si è affermata tra i capisaldi del repertorio violistico del Novecento ed è stata registrata in oltre sessanta pubblicazioni commerciali.

## Trascrizione per violoncello
Una trascrizione per violoncello, approvata dalla vedova del compositore, è stata preparata dal violoncellista Daniil Shafran, che l'ha incisa nel 1975. Altri interpreti, tra i quali Viviane Spanoghe (Talent, 2009), Petr Prause (Calliope, 2002), Carlos Prieto (Urtext, 2006), Friedrich Kleinhapl (Ars Produktion, 2004), Raphael Wallfisch (Black Box Classics, 2002), Ramon Jaffé (G&J Records, 1992), e Sharon Robinson (Koch International Classics, 2007) hanno registrato la sonata al violoncello.